# Монс (окръг)
Монс (на френски: Mons) е окръг в Южна Белгия, провинция Ено. Площта му е 584 km², а населението – 258 608 души (по приблизителна оценка от януари 2018 г.). Административен център е град Монс.